# Sorte delfin (fængsel)
 Denne artikel omhandler et russisk fængsel. Opslagsordet har også en anden betydning, se Sort delfin.
Sorte delfin fængsel (russisk: Чёрный дельфин, Tjornyj Delfin). Fængslets officielle titel er "Forbundsregeringsinstitution - straffekoloni № 6 under forbundsfængselsforsorgen i Ohrenburgregionen" (russisk: ФКУ ИК-6 УФСИН России по Оренбургской области or Федеральное Казённое Учреждение — Исправительная Колония №6 Управления Федеральной Службы Исполнения Наказаний России по Оренбургской области), er et fængsel i Sol-Iletsk nær Razval-søen og grænsen til Kazakhstan i Orenburg oblast i Rusland. Fængslet bliver drevet af det statslige russiske fængselsvæsen.
Sorte delfin er et af de ældste fængsler i Rusland og fra 1. november 2000 var fængslet et af de 7 fængsler i Rusland som udelukkende huser fanger dømt til livsvarigt fængsel. Oprindeligt var der på området et lille fængsel for livstidsstraffearbejde som første gang bliver nævnt i 1745. Efter nedkæmpningen af Pugatjovopstanden i 1773 blev fængslet bygget til at indespærre deporterede kriminelle. Først senere har fængslet fået sit uofficielle tilnavn fra et springvand ved fængslets hovedindgang hvori der findes en skulptur der repræsenterer en sort delfin.
Omkring 700 af de farligste kriminelle i Rusland er fængslet her og blandt dem findes pædofile, mordere, terrorister, kannibaler, seriemordere og såkaldte "galninge". Fangerne får dækket deres øjne dækket ved ankomst og ved interne flytninger i fængslet så de har sværere ved at få et overblik over fængslets opbygning eller planlægge en eventuel flugt. Under disse flytninger bliver fangerne lagt i håndjern og ført rundt i en stress-stilling hvor de er foroverbøjet og fastholdt med armene fastlåst af vagterne. Det mindste antal vagter der skal til for at flytte en fange er tre samt en tjenestehund. Der har været rygter om magtmisbrug og ureglementeret opførsel i fængslet, men der har ikke været officielle klager.
Indsatte holdes isoleret i celler på 4,5 kvadratmeter bag en ståldør og en gitterdør før selve celledøren hvilket skaber en "celle i cellen". Derudover er der et gitter for vinduet i tilpas afstand til at det ikke kan nås og man kun kan se en stribe af himlen fra cellen. I løbet af 90 minutter dagligt bliver fangerne flyttet til et indendørs bur for gårdture. Samtidig med gårdturen bliver cellen undersøgt af fængselsfunktionærer for kontrabande og eventuelle tegn på flugtforsøg. Fangerne videoovervåges 24 timer i døgnet, de må ikke benytte deres køjer fra de bliver vækket om morgenen til de går i seng om aftenen. En vagt passerer cellen hvert kvarter for at tilsikre at fangerne følger reglerne. Fangernes måltider består af suppe fire gange dagligt serveret i cellerne. De indsatte har tilladelse til at have bøger, aviser og en transistorradio som er deres eneste direkte forbindelse til omverdenen. 

## Brud på menneskerettighederne
Fængslet bliver ofte sammenlignet med Gulag-systemet i Sovjetunionen. Fanger har tidligere foretaget selvskader som en slags protest over forholdene i fængslet. Medicin til HIV/AIDS-smittede i fængslet bliver nogle gange forsinket. Fængslet og andre lignende institutioner er blevet sammenlignet med "koncentrationslejre under 2. verdenskrig" af en menneskerettighedsaktivist.